# YAMAHA ミュージックスター
『YAMAHA ミュージックスター』（ヤマハ ミュージックスター）は、2007年4月7日（4月6日深夜）から2008年9月27日（9月26日深夜）までニッポン放送で放送されていた音楽番組である。ヤマハの一社提供。放送時間は毎週土曜 0:40 - 1:00 （金曜深夜、日本標準時）。

## 概要
お笑いタレントのほっしゃん。（現・星田英利）がパーソナリティを務めていた深夜番組。前番組『TEEN'S MUSIC WAVE』と同様に、さまざまな歌手やミュージシャンをマンスリーゲストに迎えて行われていた。ただし、前番組までは全国ネットで放送されていたが、本番組は関東ローカルでの放送だった。オープニングとエンディングでは毎回「この番組はアマチュアの音楽を応援するヤマハがお送りします（しました）」とアナウンスしていた。
1971年6月に『コッキーポップ』がスタートして以来37年4か月続いたニッポン放送製作・ヤマハ提供の音楽番組シリーズは、本番組の最終回をもって終了した。
| ニッポン放送 土曜0:40枠                     | ニッポン放送 土曜0:40枠                                    | ニッポン放送 土曜0:40枠                                               |
| 前番組                                      | 番組名                                                     | 次番組                                                                |
| ------------------------------------------- | ---------------------------------------------------------- | --------------------------------------------------------------------- |
| TEENS' MUSIC WAVE （2000年4月 - 2007年3月） | YAMAHA ミュージックスター （2007年4月7日 - 2008年9月27日） | 中川翔子のGサイエンス! （2008年10月4日 - 2009年3月28日） ※0:30 - 1:00 |